# Sphecosoma meerkatzi
Sphecosoma meerkatzi là một loài bướm đêm thuộc phân họ Arctiinae, họ Erebidae.